# چارلز کوکوگان
چارلز کوکوگان (انگلیسی: Charles Kokougan؛ زادهٔ ۱۶ ژوئیهٔ ۱۹۸۲) بازیکن فوتبال اهل فرانسه است.
از باشگاه‌هایی که در آن بازی کرده‌است می‌توان به اشاره کرد.